# Scolitantides rosarioi
Scolitantides rosarioi är en fjärilsart som beskrevs av Motta och Lozares 1976. Scolitantides rosarioi ingår i släktet Scolitantides och familjen juvelvingar. Inga underarter finns listade.